# Elementární formy náboženského života
Elementární formy náboženského života: systém totemismu v Austrálii (v originále Les formes élémentaires de la vie réligieuse) je kniha francouzského sociologa Émila Durkheima (1858–1917). Poprvé byla publikována v roce 1912. Toto dílo dnes patří ke klasickým textům sociologie, zejména pak sociologie náboženství.

## Princip totemů
Kořeny většiny australských kmenů jsou klany. Pro klan samotný jsou charakteristické dva rysy. Jednotlivci, z nichž klan sestává, se považují za navzájem spřízněné zvláštní příbuzenskou vazbou. Nejde zde o pokrevní příbuznost, kterou by dnešní člověk vnímal jako rodinu, nýbrž o nošení stejného jména. Jméno daného klanu ovšem nese i druhý rys a tím je označení konkrétního objektu stejným jménem klanu. Druh pojmů, jehož názvem je kolektivně klan označován, je jeho totemem. Jeden totem náleží výhradně jednomu klanu. Dva různé klany nemohou mít totem stejný. Pokud by dvě skupiny nezávisle na sobě užívaly stejný totem, jsou tak součástí jednoho kmene.[6]  Objekty považované za totem jsou ve většině případů z rostlinné nebo ještě častěji z živočišné říše. Řidčeji užívané jsou také neživé objekty.[6]  Totemem není obyčejně konkrétní příklad, nýbrž druh či varianta. Není jím kupříkladu konkrétní havran, ale havran obecně. Ke konkrétní představě dochází při použití jedinečného objektu jako totemu, jako například Slunce či Měsíce.[6]  Totem tedy původně není jakýsi upravený dřevěný kůl, který si dnešní člověk pod daným názvem představí. Jedná se o klanové jméno, které je společným jmenovatelem existující skutečnosti a klanu.

## Pojetí náboženství podle Durkheima
Durkheim vychází z předpokladu, že všechna náboženství mají stejný základ, a proto doporučuje analyzovat nejprve primitivní náboženství. Na nich pak lze pochopit náboženství složitější. Autor dále přichází s myšlenkou, že neexistují náboženství, jenž by byla ve své podstatě klamná. Hierarchizovat rozdílná náboženství nelze. Jedno sice může být nadřazeno druhému na základě toho, že je např. myšlenkově či citově bohatší, obsahuje více konceptů či jeho systém je promyšlenější, avšak ani vyšší komplexnost neznamená, že by je bylo možno rozdělit do hierarchických kategorií. Durkheim to obhajuje slovy, že všechna náboženství jsou náboženstvími, stejně jako jsou všichni lidé lidmi. Dále připomíná, že i ty nejprimitivnější náboženství odpovídají stejné potřebě, hrají stejnou roli, závisí na stejných příčinách, a mohou tedy stejně dobře pomoci odhalit povahu náboženského života. Novější náboženství nelze pochopit jinak než zkoumáním způsobu, jakým se během historie postupně utvářela.
Durkheim odmítá myšlenku kartesiánských principů, tj. karteziánský obraz světa, a důraz klade na naturalismus, animismus či jiné formy náboženství: „Totemismus není náboženstvím takových a takových zvířat, takových a takových lidí či takových a takových obrazů, ale jakési anonymní a neosobní síly, jež sídlí v každé z těchto bytostí, aniž by se s kteroukoli z nich identifikovala.“ Náboženství tedy vzniká z této neosobní síly, kterou jedinci společně pociťují. Durkheim popisuje, že jedinci, kteří žili osamoceně, cítili určité emoční vzrušení, pocity sounáležitosti, sympatie při kontaktu s jiným jedincem (analýza na příkladě australských kmenů). Avšak nebyli schopni tyto emoce vysvětlit. Z tohoto důvodu začali chápat tyto emoce jako zásah nějaké neosobní nadpřirozené síly. Když se ale všichni rozešli, emoce zmizely. Jelikož jedinci při setkání pociťovali většinou pozitivní emoce, začali se setkávat častěji a pravidelněji, a došlo tedy k vytvoření společenství.To byla prvotní teorie, která popisovala vznik náboženského myšlení, a kterou Durkheim dále použil pro popis dalších náboženských jevů.
Durkheim dále zmiňuje, že opravdovým charakteristickým rysem náboženské víry a rituálů není nadpřirozeno, ale posvátno. Podle něho rozlišují lidé dvě roviny reality: profánní a posvátnou. Posvátné je to, co je žádoucí, zakázané a hodné značného respektu. Naproti tomu, věci profánní jsou věci běžné, poklidné a praktické. Náboženství je spojováno právě s věcmi posvátnými. Z toho Durkheim vyvodil, že náboženství je jednotná soustava názorů a jednání, které se vztahují k zakázaným a odtažitým věcem. Durkheim definoval náboženství následovně: „Náboženství je jednotný systém víry a praktik vztahujících se k posvátným věcem, to jest věcem odtažitým a zakázaným; systém víry a praktik, které sjednocují všechny přívržence v jediném morálním společenství nazývaném církev.“ 
Durkheim vírou rozumí způsob myšlení a cítění členů společnosti. Rituály se pak týkají způsobu chování jedinců, to znamená určují, jak by se měli jedinci chovat či jakého chování by se měli vyvarovat vůči posvátnému. Na základě víry, která je pak vyznávána určitým společenstvím, dochází k dodržování rituálů. Durkheim tedy chápe náboženství jako sociální fakt. Jde přitom o primární fakt, neboť z něho pak vychází všechno ostatní. Důvodem je pak vnitřní povaha náboženství: „Ať už má náboženský život jakoukoli podobu, jeho cílem je vždy pozvedat člověka nad sebe sama a umožnit mu žít život nadřazený tomu, který by vedl, kdyby naslouchal jen svým individuálním a spontánním tužbám.“
Podle Durkheima existuje i sociální tlak, který je vyvíjen společností na jedince a který způsobuje, že jedinec je jako člen společnosti přesvědčen, že existují nějaké morální síly, který není schopen kontrolovat, ale na kterých je závislý. A protože není schopen porozumět původu těchto sil, může si je představovat ve formě bohů.
Náboženství není tedy přirozenou podstatou člověka, jak jsou některá náboženství prezentována. Je lidským produktem vzniklých za určitých specifických vnějších podmínek, a to na základě projevů sociálního života jedinců.
Podle Durkheima je náboženství základní sociální instituce, stejně jako zákon, morálka nebo rodina. Pro pochopení každé instituce, i náboženství, je nutné ji rozebrat na části a porozumět všem samostatně.
Durkheim svojí práci založil na knihách od W. B. Spencera a F. J. Gillense o australských kmenech. Dílo bylo kritizováno za špatné pochopení domorodců a za založení na těžko ověřitelných zdrojích, i přesto se ale hlavně díky svým hlubším myšlenkám dočkalo širokého uznání a stalo se základním dílem pro sociologii náboženství.
Když Durkheim vychází z náboženství australských domorodých kmenů, považuje jimi praktikovaný totemismus za nejstarší, nejjednodušší formu náboženství, neovlivněnou ničím vnějším. Je mu proto ideální základnou pro rozbor samotných základů náboženství, ke kterým je nemožné se v moderním náboženství dostat. Známá je pak jeho definice náboženství, jež podle něj je „jednotný systém víry a praktik vztahujících se k posvátným věcem, to jest k věcem odtažitým a zakázaným; system víry a praktik, které sjednocují všechny své přívržence v jediném morálním společenství nazývaném církev“. Za základní vlastnosti náboženství považuje Durkheim posvátnost, vyznání, rituály a komunitu věřících, z nichž posvátnost je nejdůležitější. Bůh nebo božstvo fundamentální vlastností nejsou. Posvátné objekty jsou často obyčejné věci (například posvátný kámen nebo skála), pro věřící mají ale speciální význam a nadpřirozený vjem. Naopak profánní (světské) objekty jsou věci běžného života bez speciálního významu. Toto rozdělení je pro každou komunitu jiné a subjektivní, uvnitř ní má ale zásadní význam a ovlivňuje život všech věřících.

## Přínos díla
Kniha Elementární formy... se dočkala největšího uznání až ke konci 20. století. Dílo bylo nově interpretováno a překládáno. Hlavním přínosem díla dnes nejsou chápány Durkheimovy studie náboženství, ale jeho vysvětlování společenských jevů, které celé dílo prostupují.[7]